# Alcudia de Crespins
Alcudia de Crespins (en valenciano y oficialmente L'Alcúdia de Crespins) es un municipio de la Comunidad Valenciana, España. Perteneciente a la provincia de Valencia, en la comarca de La Costera.

## Geografía
Integrado en la comarca de La Costera, se sitúa a 65 kilómetros de Valencia. El término municipal está atravesado por la Autovía Almansa-Játiva (A-35).
El relieve del municipio está definido por el valle del río Cáñoles, en la entrada del valle de Montesa, frente a la pequeña sierra de Vernisa, que ocupa el sector noroccidental. El terreno es irregular, abancalado en las márgenes del río Cáñoles y con suaves colinas hacia el norte. El territorio está regado por el río de los Santos, afluente del Cáñoles, llamado así por tener su nacimiento en las fuentes del mismo nombre. Por el sur tiene continuidad urbana con el municipio de Canals. La altitud oscila entre los 370 m en el extremo noroccidental y los 155 m a orillas del río de los Santos. El pueblo se alza a 158 m sobre el nivel del mar.

### Localidades limítrofes
| Noroeste: Játiva (exclave) | Norte: Játiva (exclave) y Canals | Nordeste: Canals |
| Oeste: Canals              |                                  | Este: Canals     |
| Suroeste: Montesa y Canals | Sur: Canals                      | Sureste: Canals  |

El término municipal de Alcudia de Crespins limita con las siguientes localidades:
Canals, Játiva y Montesa, todas ellas de la provincia de Valencia.

## Historia
Fundada en 1240, es de origen musulmán. Era una antigua alquería llamada Torre de la Alcudia o Torre de Crespins. Durante la conquista aragonesa fue anexionada a Játiva. Posteriormente, en 1353, fue vendida a Berenguer de Llombay, más tarde la familia de origen geronés de los Crespí vinculada a la conquista se Játiva adquirió esta antigua alquería. Ausiàs Crespí hizo construir el Palacio de los Crespí. En 1609, año de la expulsión de los moriscos, tenía 60 fuegos. El lugar fue ocupado por cristianos nuevos.

## Demografía
Alcudia de Crespins cuenta con una población de 5438 habitantes (INE 2024).
| Gráfica de evolución demográfica de Alcudia de Crespins entre 1842 y 2021                                           |
| |
| Población de derecho según los censos de población del INE Población de hecho según los censos de población del INE |

## Economía
El municipio depende principalmente del sector servicios, ya que la construcción y el textil han ido en decaída. Hay mucha presencia de actividades agrícolas.

## Administración y política
| Periodo   | Nombre                                                  | Partido             |
| --------- | ------------------------------------------------------- | ------------------- |
| 1979-1983 | Vicent Vercher i Garrigós                               | PSPV-PSOE           |
| 1983-1987 | Vicent Vercher i Garrigós                               | PSPV-PSOE           |
| 1987-1991 | Vicent Vercher i Garrigós                               | PSPV-PSOE           |
| 1991-1995 | Vicent Vercher i Garrigós                               | PSPV-PSOE           |
| 1995-1999 | Vicent Vercher i Garrigós                               | PSPV-PSOE           |
| 1999-2003 | Juan Melo Faus                                          | PP                  |
| 2003-2007 | Vicent Xavier Alventosa Simón Joan Josep Masó i Monfort | PSPV-PSOE BLOC      |
| 2007-2011 | Francisco Javier Sicluna Lletget                        | PP                  |
| 2011-2015 | Francisco Javier Sicluna Lletget                        | PP                  |
| 2015-2019 | Roberto Granero Martín Pepe Garrigós                    | PSPV-PSOE Compromís |
| 2019-2023 | Roberto Granero Martín Pepe Garrigós                    | PSPV-PSOE Compromís |
| 2023-act. | Francisco Javier Sicluna Lletget                        | PP                  |

## Patrimonio
- Iglesia parroquial, dedicada a san Onofre, dañada por el terremoto de 1748.
- Nacimiento del río de los Santos. Situado en las afueras del pueblo, se encuentra sobre un yacimiento de fósiles del Cretácico.
- Ermita del Cristo del Calvario

## Fiestas
Celebra las fiestas patronales en honor a San Onofre el 10 de junio y las fiestas mayores en honor al Santísimo Cristo del Monte Calvario y la Divina Aurora que comienzan el primer domingo de septiembre y acaban una semana después.

## Gastronomía
Entre los platos típicos de la localidad destacan el arrossejat, la cazuela de arroz al horno y las tortas de almendra o torta Cristina (coques cristines). También la cocina del interior de la provincia, como gazpachos o gachamigas.